# Witsnuitneusbeer
De witsnuitneusbeer, coati of pizote (Nasua narica) is een neusbeer die voorkomt van de zuidelijke Verenigde Staten tot noordelijk Zuid-Amerika.

## Kenmerken
Ze worden 80 tot 130 cm lang en wegen 3 tot 5 kg.
Ze zijn herkenbaar aan de lange, flexibele snuit en de lange, slanke staart. De vacht is grijsbruin van kleur met witte delen op de poten, de snuit, de kin en de keel. De witte oren zijn smal en rond. Net als wasberen heeft de neusbeer een zwart-met-wit gekleurd gezichtsmasker. De staart is zwartgeringd en wordt bij het lopen verticaal gehouden. De ringen zijn bij jonge dieren meestal beter zichtbaar dan bij volwassen neusberen. De voeten zijn zwart van kleur.
Neusberen leven zeven tot veertien jaar.

## Habitat
De witsnuitneusbeer heeft een groot aanpassingsvermogen en hij bewoont dan ook veel verschillende bosgebieden, van laaglandregenwouden tot bergbossen en nevelwouden. Soms zijn neusberen ook te vinden in graslandgebieden.

## Voedsel
Net als alle kleine beren is de witsnuitneusbeer een omnivoor. Ongewervelde dieren zoals spinnen, schorpioenen, duizendpoten, verschillende soorten insecten en landkrabben vormen het hoofdvoedsel, maar ook muizen, kikkers, hagedissen, eieren, vruchten en noten staan op het menu.

## Leefwijze
In tegenstelling tot andere kleine beren is de neusbeer vooral overdag actief. De mannelijke dieren leven solitair en vertonen fel territoriaal gedrag tegenover elkaar. Vrouwelijke neusberen leven samen met de jongen in groepen van vier tot twintig leden. De meeste tijd wordt doorgebracht met het zoeken naar voedsel op de grond. Neusberen hebben een uitstekend reukvermogen. Een neusbeer graaft een hol met zijn voorpoten als hij op zoek is naar voedsel, zodat hij met zijn lange snuit door het zand kan wroeten. Ook peutert de neusbeer vaak dode boomstronken uit elkaar en de kleine dieren die daarbij tevoorschijn komen worden razendsnel gegrepen. Dikwijls rolt hij de gevangen beestjes even over de grond, om te voorkomen dat ze zullen steken. Op één dag legt een neusbeer soms wel een paar kilometer af tijdens zijn zoektocht naar voedsel. De grotere prooidieren worden na vangst met een beet in de nek gedood. De nacht wordt doorgebracht in de bomen, waar de neusberen veilig zijn voor de meeste roofdieren. Het zijn luidruchtige dieren, die met veel verschillende uitroepen van gekwetter en geknor tot gejammer en geschreeuw met elkaar communiceren.

## Voortplanting
In februari of maart vindt de paring plaats en na 70-77 dagen worden de twee tot zeven jongen geboren. Vrouwelijke neusberen verlaten dan tijdelijk hun groep om de jongen geboren te laten worden in een boomnest of rotsspleet. Na vijf maanden voegen moeder en jongen zich weer bij de groep.